# 에티엔 모리스 제라르
제라르 백작 에티엔 모리스(Étienne Maurice, comte Gérard, 1773년 4월 4일 로렌, 당빌레르 - 1852년 4월 17일 파리)는 프랑스 원수이자 정치인이다.